# Lestes umbrina
Lestes umbrina är en trollsländeart som beskrevs av Selys 1891. Lestes umbrina ingår i släktet Lestes och familjen glansflicksländor. Inga underarter finns listade i Catalogue of Life.